# Kilmory Castle

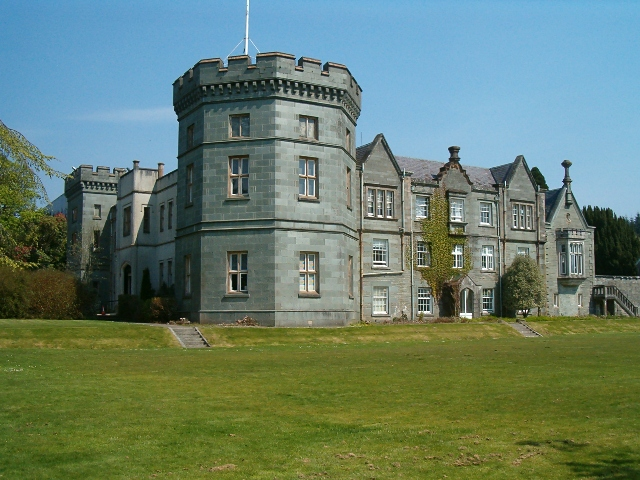
Kilmory Castle

Kilmory Castle är ett slott beläget strax söder om Lochgilphead i Skottland. Idag håller Argyll and Butes styrelse till i slottet.
Slottet sägs vara hemsökt av ett spöke, en grön dam. Kilmory är känd för sina trädgårdar där den första uppfördes under det tidiga 1700-talet och senare utvidgades av William Hooker år 1830. Slottet är privat, men man kan besöka trädgårdarna.